# Maltos

(I) Molekylmodell; (II) strukturformel.

Maltos, även kallat maltsocker, är ett lätt förjäsbart socker som förekommer i malt (mältade sädeskorn). Maltsocker är en sammansatt sockerart, en disackarid. I människans matspjälkningskanal spjälkas maltos till monosackariden glukos.

## Molekylform
Maltosmolekyler är två glukosmolekyler förenade med en 1,4-glykosidbindning. "1,4" betyder att bindningen är mellan mellan kolatom nummer 1 på den ena molekylen och nummer 4 på den andra. Maltos bildas av {\displaystyle \alpha }-glukosmolekyler, och därför kan man säga att glykosidbindningen i maltos är en {\displaystyle \alpha }-1,4-glykosbindning.

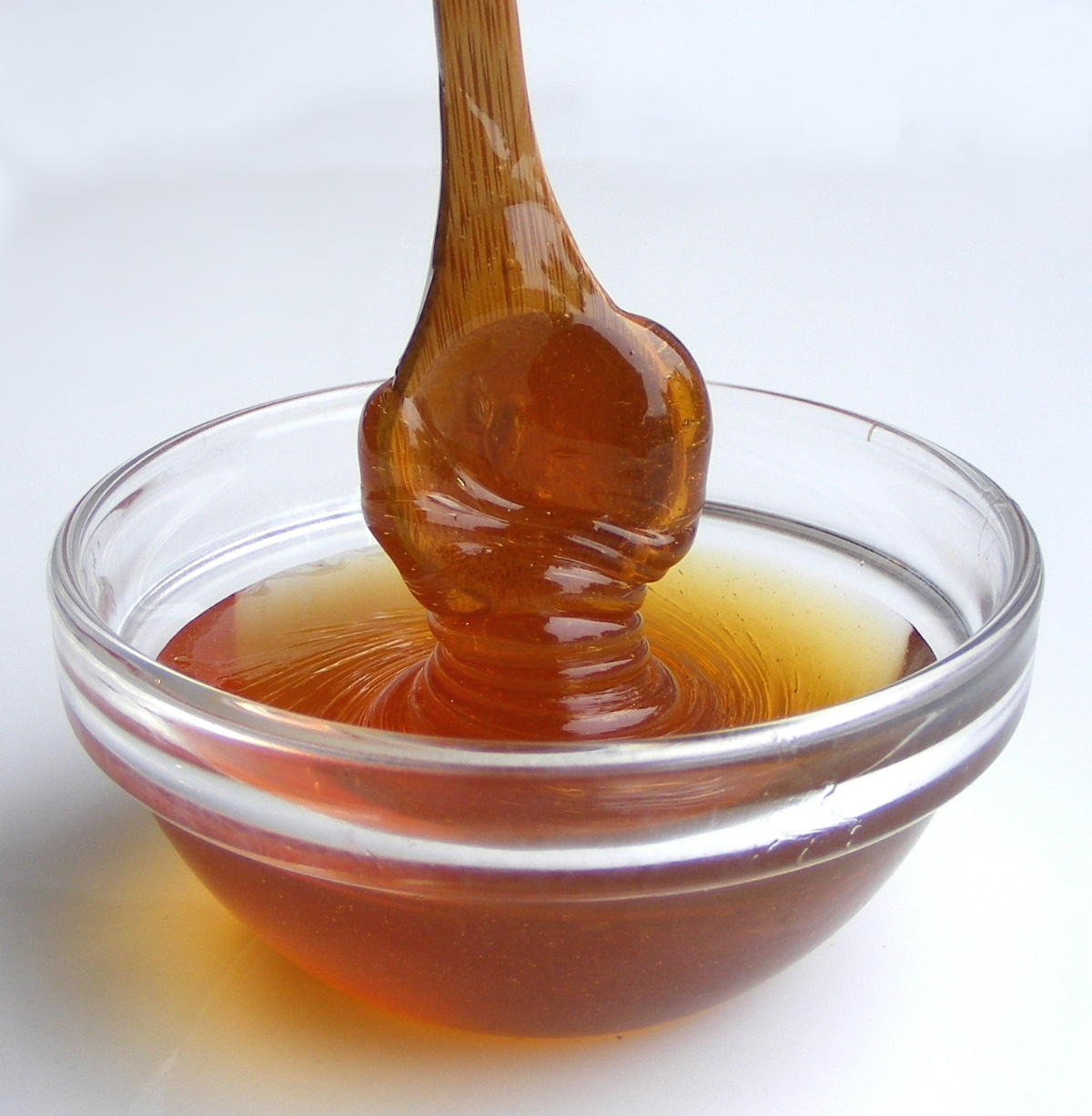
Maltossirap.

## Framställning
Då sädeskorn blötläggs börjar de gro och stärkelsen i kornen omvandlas till maltos av enzymet amylas. Mältningen avbryts genom att kornen torkas samt rostas.

## Användning
Maltos i form av mältade, torkade och rostade sädeskorn används när man tillverkar öl, läskedrycker och havredrycker. I bland annat öl tillsätts maltos i form av maltossirap.
Maltos används även i bioteknikindustrin.

### Havredrycker
I marknadsföringen av havredrycker räknas inte maltos som tillsatt socker, eftersom sockerarten kommer från den havre som drycken är baserad på.
Maltos är något sötare än laktos men mindre sött än sackaros.